# Hambach, Moselle
Hambach là một xã trong vùng Grand Est, thuộc tỉnh Moselle, quận Sarreguemines, tổng Sarreguemines-Campagne. Tọa độ địa lý của xã là 49° 03' vĩ độ bắc, 07° 02' kinh độ đông. Hambach nằm trên độ cao trung bình là 235 mét trên mực nước biển, có điểm thấp nhất là 213 mét và điểm cao nhất là 281 mét. Xã có diện tích 17,6 km², dân số vào thời điểm 1999 là 2501 người; mật độ dân số là 142 người/km².

## Thông tin nhân khẩu
| 1962  | 1968  | 1975  | 1982  | 1990  | 1999  |
| ----- | ----- | ----- | ----- | ----- | ----- |
| 1.703 | 1.887 | 2.002 | 2.135 | 2.152 | 2.501 |